# 拉马德莱娜布韦
拉马德莱娜布韦（法語：La Madeleine-Bouvet，法語發音：[la madlɛn buvɛ] ⓘ）是法国奥恩省的一个市镇，属于莫尔塔涅欧佩什区。

## 地理
拉马德莱娜布韦（48°28'17"N, 0°54'8"E）面积12.92 平方千米，位于法国诺曼底大区奧恩省，该省份为法国西北部内陆省份，北起顺时针与卡爾瓦多斯省、厄尔省、厄尔-卢瓦省、萨尔特省、马耶讷省和芒什省接壤。
与拉马德莱娜布韦接壤的市镇（或旧市镇、城区）包括：穆捷欧佩什、布勒通塞勒、勒帕圣约梅。

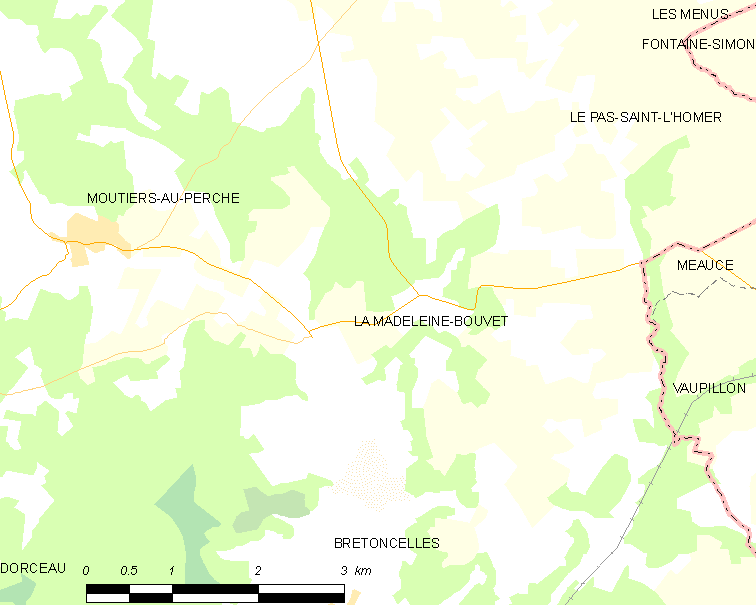
拉马德莱娜布韦的OSM定位图

拉马德莱娜布韦的时区为UTC+01:00、UTC+02:00（夏令时）。

## 行政
拉马德莱娜布韦的邮政编码为61110，INSEE市镇编码为61241。

## 政治
拉马德莱娜布韦所属的省级选区为布勒通塞勒县。

## 人口

1962-2008年间拉马德莱娜布韦人口变化图示

拉马德莱娜布韦于2022年1月1日时的人口数量为416人。